# Joel Lütolf
Joel Lütolf (17 settembre 2000) è uno sciatore alpino svizzero.

## Biografia
Attivo in gare FIS dal novembre del 2016, in Coppa Europa Lütolf ha esordito il 29 novembre 2019 a Funäsdalen in slalom speciale (42º) e ha conquistato la prima vittoria, nonché primo podio, l'8 dicembre 2020 a Zinal in combinata; ha debuttato in Coppa del Mondo l'11 dicembre 2022 a Val-d'Isère in slalom speciale, senza completare la prova. Non ha preso parte a rassegne olimpiche o iridate.

## Palmarès

### Coppa Europa
- Miglior piazzamento in classifica generale: 27º nel 2021 e nel 2022
- Vincitore della classifica di combinata nel 2021
- 2 podi:
  - 1 vittoria
  - 1 terzo posto

#### Coppa Europa - vittorie
| Data            | Località | Paese    | Specialità |
| --------------- | -------- | -------- | ---------- |
| 8 dicembre 2020 | Zinal    | Svizzera | KB         |

Legenda:

KB = combinata

### Australia New Zealand Cup
- Miglior piazzamento in classifica generale: 4º nel 2024
- 2 podi:
  - 1 secondo posto
  - 1 terzo posto

### Campionati svizzeri
- 4 medaglie:
  - 3 argenti (slalom speciale nel 2020; slalom speciale, combinata nel 2021)
  - 1 bronzo (discesa libera nel 2025)